# Sillon occipital inférieur
Le sillon occipital inférieur o3 est un sillon de la face postérieure latérale du lobe occipital du cortex.
Il est en général dans le prolongement postérieur du sillon temporal inférieur et se dirige horizontalement vers le pôle occipital (partie la plus postérieure du lobe occipital) et le sillon intra-occipital.
Il définit la limite supérieure du gyrus occipital inférieur O3.
C'est un sillon inconstant, parfois en plusieurs parties.
|                                 | |
| Vue latérale externe du cerveau | Face postérieure; sillons du lobe occipital O1 : gyrus occipital sup., O2 gyrus occip. moyen, O3 gyrus occip. inf. |